# Dudzele
Dudzele is een dorp in de Belgische provincie West-Vlaanderen en sinds 1 januari 1971 een deelgemeente van de provinciehoofdstad Brugge. Het is een polderdorp ten noorden van het stadscentrum. Dudzele heeft een oppervlakte van 21,92 km² en telt 2.565 inwoners (2014). De plaatselijke uitspraak luidt Dizzêle of "Dizèele".

## Geschiedenis
Dudzele is waarschijnlijk omstreeks de 9e eeuw ontstaan als woonterp. Dudzele is één der oudste bewoonde kernen ten noorden van Brugge. De oudste schriftelijke vermelding als Dudazela is van 1089. Vanaf 1109 tot aan de Franse tijd was de parochie afhankelijk van de Sint-Donaaskathedraal te Brugge, voordien was ze afhankelijk van de Abdij van Corbie.
In de 10e en 11e eeuw ontstonden ook omwalde boerderijen. Midden 11e eeuw werd er een kerkje gesticht. Begin 12e eeuw was Dudzele voldoende tegen overstromingen beveiligd. Omstreeks 1150 splitste Koolkerke zich van de parochie af, en in de 1e helft van de 13e eeuw werd een hulpkerkje opgericht waaruit de parochie van Ramskapelle zou voortkomen. Ook kwam in de 13e eeuw de baksteenindustrie tot bloei.
Het verzet van Brugge tegen Maximiliaan van Oostenrijk, wiens naaste medewerker, Jacob van Gistel, heer van Dudzele was, leidde tot verwoesting van het kasteel van Dudzele in 1483 en de onthoofding van Jacob te Brugge in 1488.
Einde 16e eeuw vonden er troebelen plaats ten gevolge van de godsdiensttwisten, terwijl van 1575-1583 ook een pestepidemie heerste. Omstreeks 1591 herstelde de situatie zich. In 1687 werd een nieuwe kerk gebouwd.
In 1795 werden de feodale verhoudingen opgeheven en in 1796 werd Dudzele een zelfstandige gemeente. Ingrijpend was de aanleg van het Kanaal Brugge-Zeebrugge, later Boudewijnkanaal genaamd, tussen 1896 en 1905, waarmee Dudzele 77 ha grondgebied verloor. In 1932 moest Dudzele opnieuw grond aan Brugge afstaan, en wel 508 ha aan de westzijde van het kanaal. In 1970 werd Dudzele een deelgemeente van de fusiegemeente (Groot-)Brugge.

## Bezienswaardigheden

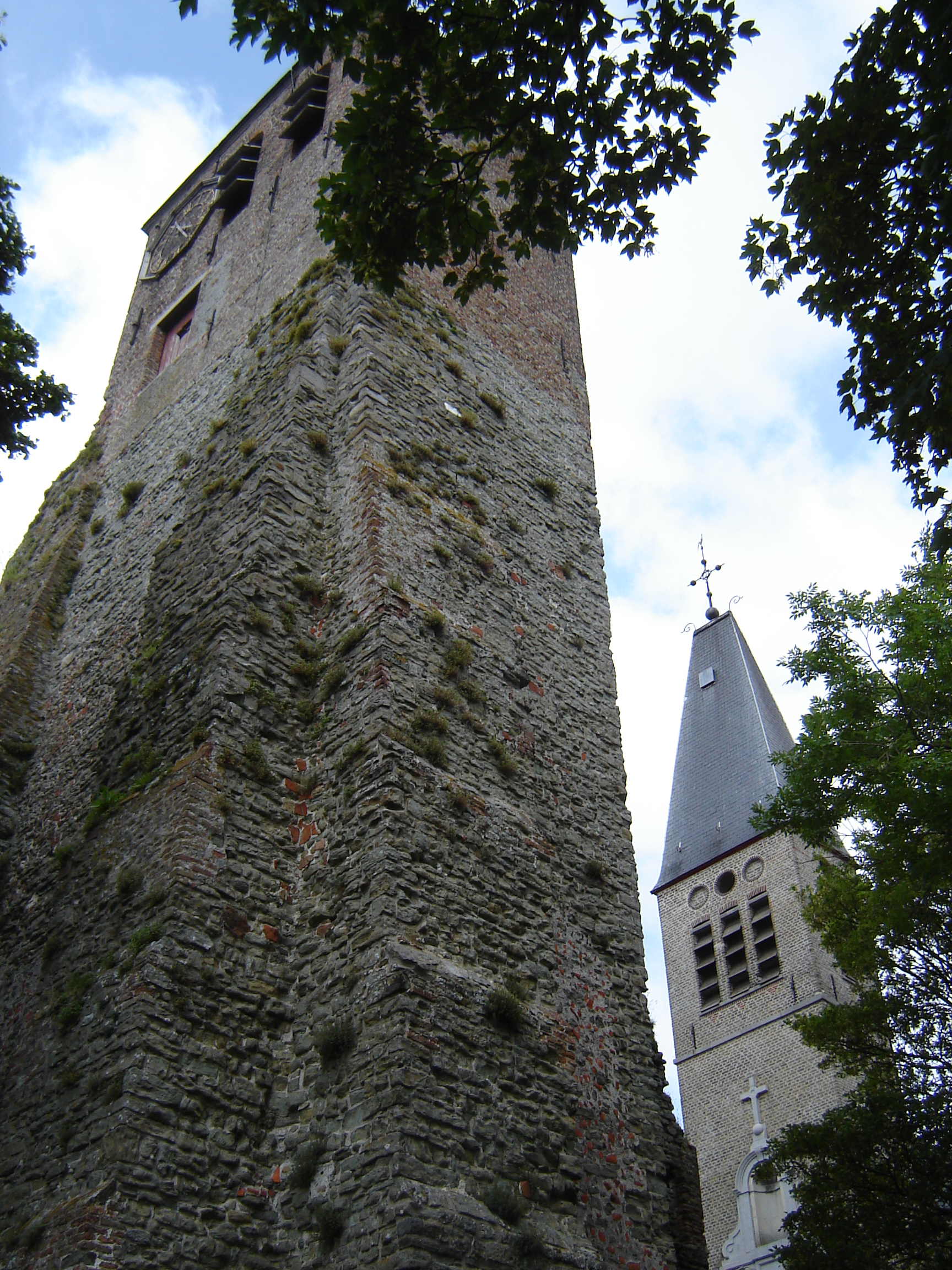
Oude en nieuwe toren Sint-Pietersbandenkerk

- Het belangrijkste monument van het dorp is de Sint-Pietersbandenkerk met twee torens. Er staat een romaanse toren los van de kerk. De toren is het enige overblijfsel van de kerk die er in de 12de eeuw is gebouwd. De eigenlijke kerk is pas van 1871 waarvan delen nog stammen uit de 17de eeuw. De romaanse toren is niet de echte kerktoren van de oude kerk van Dudzele, maar slechts een van de hoektorens. Het moet een behoorlijk grote kerk geweest zijn. Ze werd gebouwd tussen 1150 en 1200 en gesloopt in 1634. Het dorp telt ook verscheidene 17de-eeuwse woningen.
- Het Heemkundig museum "De Groene Tente" reconstrueert aan de hand van belangrijke elementen de geschiedenis van de gemeente, de parochie en de scholen. Ook het ontspanningsleven, maatschappijen en gilden, foto's, kentekens, documenten, medailles en vlaggen ontbreken niet. Tot slot is er aandacht voor ambachten en neringen, gebruiksvoorwerpen en gereedschappen.
- Enkele historische boerderijen, met name Hoeve Roseblomme met een schuur van 1633, en Hoeve Goudblomme.

## Natuur en landschap
Dudzele ligt in het West-Vlaamse poldergebied op een hoogte van ongeveer 2 meter. Direct ten noorden van het dorp ligt de autoweg A11 en ten noorden daarvan liggen haven- en industrieterreinen van de Havens van Zeebrugge. In het westen wordt Dudzele begrensd door het Boudewijnkanaal.

## Sport en recreatie
Jeugdbewegingen in Dudzele zijn de KSA en de VKSJ, die sinds 2007 samen zijn onder de noemer "KSA Sint-Lenaert". Elke zaterdagnamiddag zijn er activiteiten op en rond het terrein waar de jeugdlokalen gelegen zijn.
Het voetbalteam van Dudzele heet VK Dudzele. De terreinen van de club bevinden zich op dezelfde locatie waar de KSA zijn lokalen heeft. Naast het voetbalplein ligt ook een kantine.
Nog naast het voetbalplein is het krachtbalterrein gelegen, waar Noordster Dudzele thuis speelt.
Recent is in Dudzele de polyvalente zaal 'De Polder' gebouwd. Daar is er een mogelijkheid tot badminton.
Voor watersport is er de Brugse Trimm- en Roeiclub. Deze is samen met een jeugdherberg gelegen aan de Herdersbrug, nabij het Boudewijnkanaal. Voor wielertoerisme zijn er de Dudzeelse Trappers die wekelijks op zondagvoormiddag hun ritten hebben van half maart tot half oktober.
In Dudzele is er ook sinds 1876 een plaatselijke harmonie, de Koninklijke Muziekmaatschappij Poldergalm Dudzele. Deze harmonie met bijhorende drumband is de oudste nog bestaande muziekmaatschappij in Brugge.

## Verkeer
- Doorheen het dorp loopt de N376, de gewestweg tussen Brugge en het Nederlandse Sluis. Ten noorden langs het dorp heen loopt de autosnelweg A11, die de N31/E403 bij de Blauwe Toren in Brugge met de N49/E34 in Westkapelle met elkaar verbindt. Ter hoogte van Dudzele-dorp zelf zijn er echter geen aansluitingen op de A11.
- Van 1863 tot 1957 lag op zo'n 3 km van de dorpskern, op de grens met Zuienkerke, het station Dudzele.
- De Dudzelebrug (ook: Zelzatebrug) leidt de N376 over het naast elkaar liggende Schipdonkkanaal en Leopoldkanaal. De Herdersbrug leidt de N348 over het Boudewijnkanaal.

- In 1890 ging de NMVB-stoomtram Brugge-Knokke-Heist rijden, en die reed ook door Dudzele. Later volgde elektrificatie. Deze lijn reed tot 1956.[1]

## Bekende personen
- Joris De Jaeger (1922-2017), pastoor-deken en aalmoezenier van de Vlaamse seizoenarbeiders in Frankrijk
- Karel Deschepper (1870-1914), kunstschilder (Brugse School)
- Amaat Vyncke (1850-1888), werd er in 1876 onderpastoor en was er oprichter van de plaatselijke Fanfare der Xaverianen, nu de harmonie, Koninklijke Muziekmaatschappij Poldergalm Dudzele. Zijn woonhuis met de Groene Tente (de tuin), was een centrum van de Blauwvoeterij.

## Nabijgelegen kernen
Westkapelle, Ramskapelle, Oostkerke, Lissewege, Damme